# Abédi Pelé
Abédi Pelé, bürgerlich Abédi Ayew (* 5. November 1964 in Oko bei Dome), ist ein ehemaliger ghanaischer Fußballspieler. Bei der Wahl zu Afrikas Fußballer des Jahrhunderts wurde der Mittelfeldspieler hinter George Weah und Roger Milla auf Platz 3 gewählt.

## Sportliche Laufbahn

### Vereinskarriere
Abédi Pelés Karriere als Profifußballer begann 1978 beim neu gegründeten Verein Real Tamale United in Ghana. 1982 wechselte er zum Team Al-Sadd in Katar und von dort 1983 zum FC Zürich. Später ging er nach Frankreich, wo er zwischen 1986 und 1993 für Chamois Niort, den FC Mulhouse, Olympique Marseille und den OSC Lille spielte. In Marseille (1989–90, 1991–93) vereinigte er sein Angriffstalent mit taktischem Scharfsinn und einer verblüffenden Fähigkeit zu spielentscheidenden Zügen und wurde so zur tragenden Säule beim Gewinn der französischen Meisterschaft 1991 und 1992 und des Champions-League-Titels 1993. Nachdem ein Korruptionsskandal zu einer Auflösung der Mannschaft geführt hatte, wechselte er 1993 nach Olympique Lyon. Vor seinem Karriereende im Jahr 2000 spielte er noch in Italien, Deutschland und den Vereinigten Emiraten. In der Fußball-Bundesliga spielte er von 1996 bis 1998 50-mal für 1860 München und schoss hierbei zwei Tore.

### Nationalmannschaft
In der ghanaischen Nationalmannschaft trat Ayew zwischen 1982 und 1998 insgesamt 73-mal an und erzielte hierbei 33 Tore, während die FIFA nur 67 dieser Länderspiele bei gleicher Toranzahl anerkennt. Die RSSSF konnte bisher nur 19 Treffer in diesen 73 Spielen nachweisen. Von 1991 bis 1993 wurde er dreimal zu Afrikas Fußballer des Jahres gewählt. Bei der Wahl zu Afrikas Fußballer des Jahrhunderts wurde er Dritter hinter dem Kameruner Roger Milla und George Weah aus Liberia. Von Pelé wurde er in die Liste der FIFA 100, der seiner Meinung nach 125 besten noch lebenden Fußballer, aufgenommen.

## Weiterer Werdegang im Fußball
2002 und 2003 war Abédi Pelé Mitglied im Vorstand der Ghana Football Association. Anschließend trainierte er ein Jahr lang seinen ehemaligen Verein Real Tamale United. Anfang 2004 wurde Abédi Pelé Präsident und Cheftrainer des FC Nania Accra, dessen Profimannschaft er auch seitdem trainiert.

## Familie
Abédi Pelé, dessen jüngerer Bruder Kwame Ayew ebenfalls Fußballprofi war, hat mit seiner Frau Maha drei Söhne sowie eine Tochter namens Imani. Seine Söhne Rahim, André und Jordan spielen aktuell für die Nationalmannschaft Ghanas. Rahim und André nahmen an der Fußball-Weltmeisterschaft 2010 in Südafrika teil, während André und Jordan dann anschließend an der WM 2014 und der WM 2022 teilnahmen.

## Ehrungen
- Afrikas Fußballer des Jahres 1991, 1992, 1993
- BBC African Footballer of the Year 1992
- FIFA 100
- Order of the Volta[10]
- Trainer des Turniers (Coach of the tournament) im Rahmen des MTN FA Cup: 2011[11][12][13]